# Porrentruy
Porrentruy (německy Pruntrut) je město ve švýcarském kantonu Jura. Je zároveň hlavním městem stejnojmenného okresu a centrem regionu Ajoie. Žije zde přibližně 6 700 obyvatel.

## Geografie

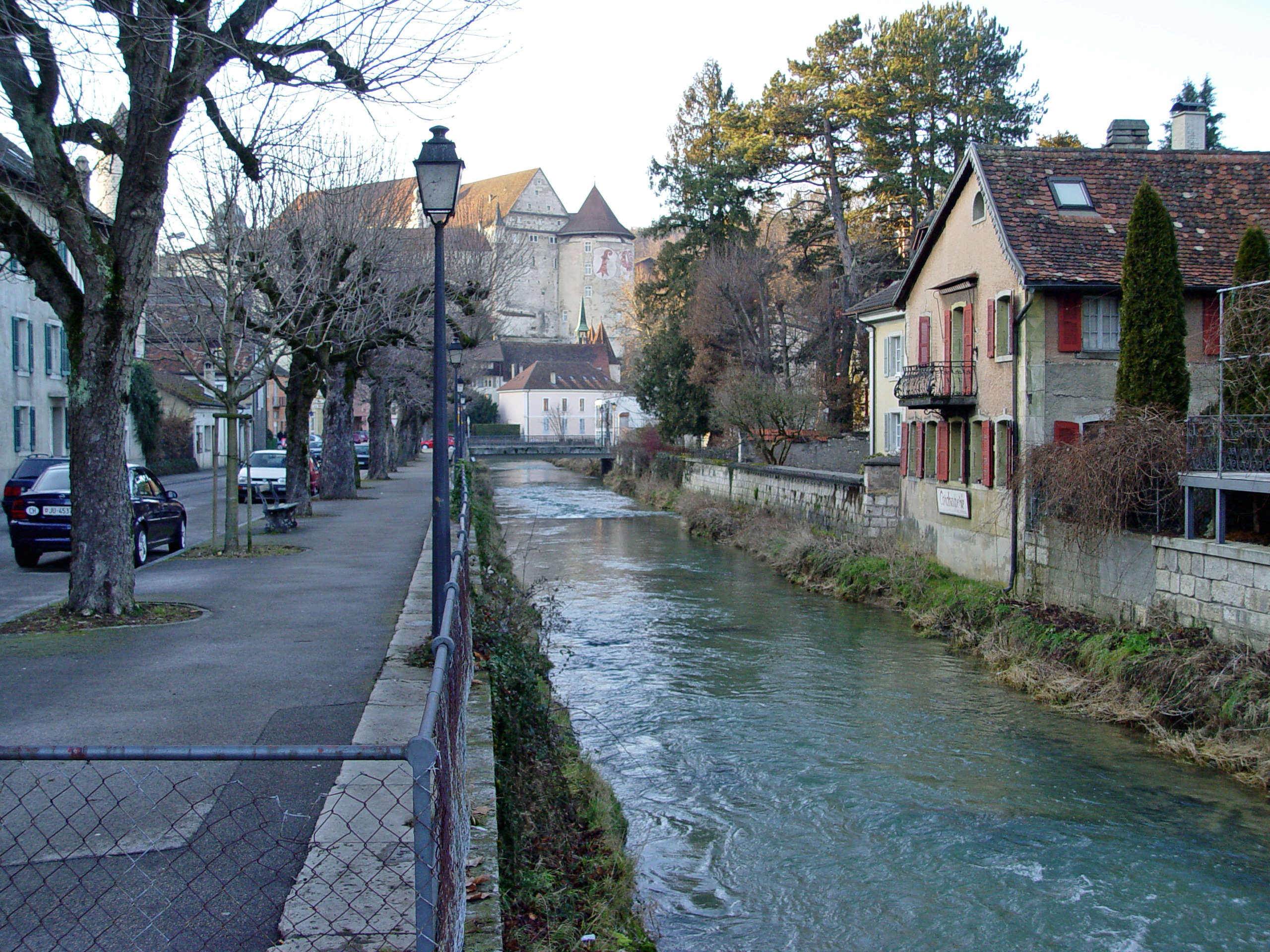
Řeka Allaine v centru města

Porrentruy leží v nadmořské výšce 443 m, vzdušnou čarou 21 km severozápadně od hlavního města kantonu, Delémontu. Městečko se rozkládá v široké nížině po obou březích řeky Allaine, v oblasti zvané Ajoie, na severním úpatí pohoří Faltenjura. Majestátní staré město Porrentruy leží v mírně vyvýšené poloze.
Centrální část obce o rozloze 14,8 km² tvoří široké údolí Allaine. Z jihozápadu se do širokého údolí vlévá také údolí Creux-Genat, napájená krasovým pramenem, který vytéká v pravidelných intervalech. Na jihu dosahuje území výšin La Banné (511 m n. m.) a La Perche (526 m n. m.), mezi nimiž se nachází údolí potoka Fontenais. U Porrentruy se Allaine stáčí na sever od svého předchozího západního směru a protíná stolové plošiny Ajoie. Na západ od tohoto údolí patří k Porrentruy kopce a lesy Petit Fahy (543 m n. m.) a Grand Fahy (570 m n. m.). Nejvyšší bod obce se nachází na hřebeni u Bure ve výšce 580 m n. m. V horách se nacházejí lesy, které se nacházejí v oblasti Bure. Na severu obec zasahuje do pohoří Bois de Sapins (530 m n. m.) a východní hranici tvoří suché údolí Combe Vaumacon. V roce 1997 zaujímala 20 % rozlohy obce zastavěná půda, 41 % lesy a lesy, 38 % zemědělské plochy a necelé 1 % tvořila neproduktivní půda.
K Porrentruy také patří řada osamocených farem. Sousedními obcemi jsou Fontenais, Courtedoux, Bure, Courchavon, Coeuve, Alle a Courgenay.

## Historie

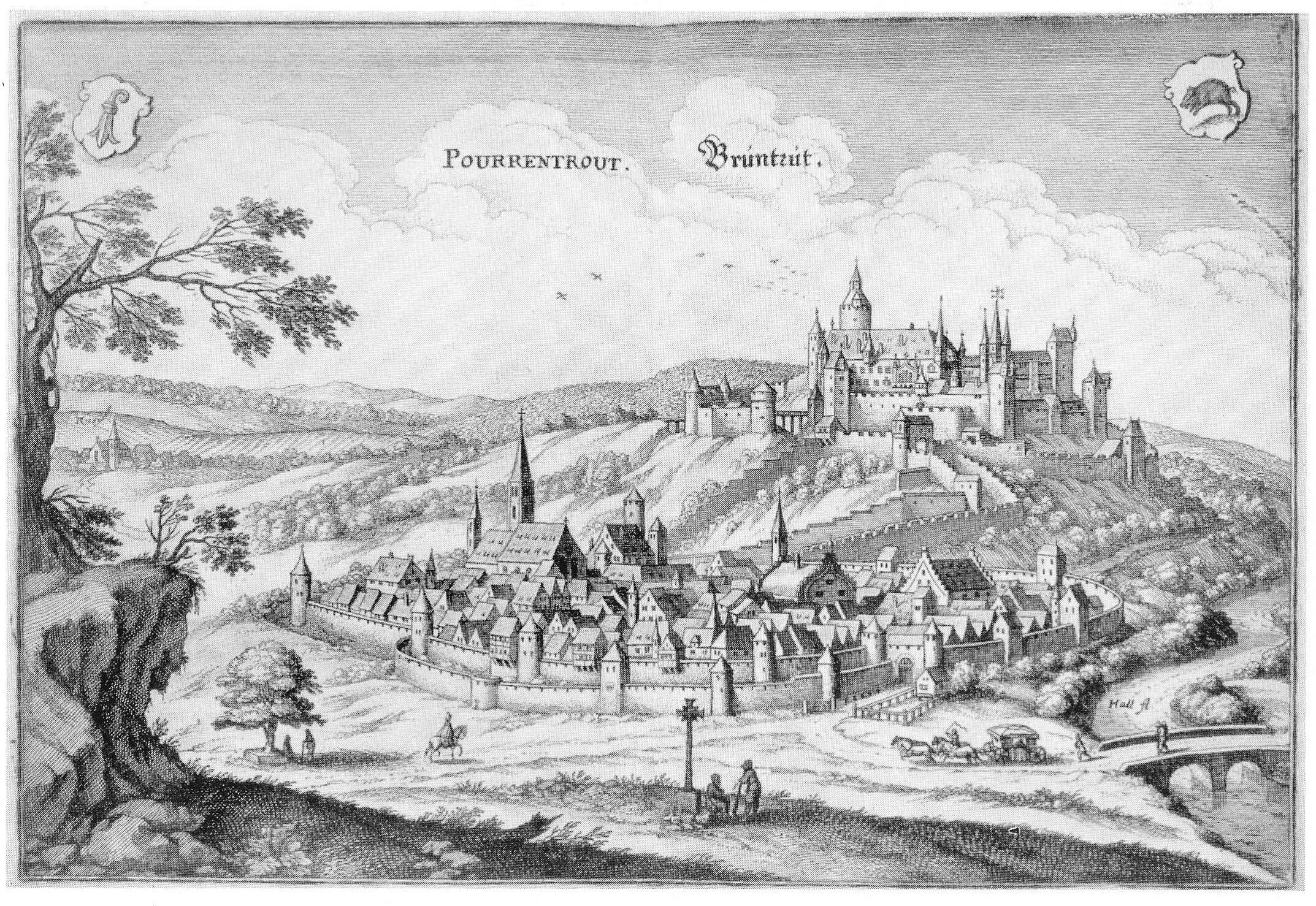
Porrentruy v 17. století

První známé osídlení v oblasti Porrentruy pochází z galořímského období. V roce 1983 byly poblíž hřbitova na severním okraji města objeveny pozůstatky chrámu (fanum) z tohoto období; nalezeny byly také římské mince.
První zmínka o Porrentruy pochází z roku 1136 pod názvem de Purrentru. Název místa je pravděpodobně odvozen od starofrancouzského pont de Ragintrudis („most Ragintrud“). Ragentrud byla manželkou franského krále Dagoberta I., který zemřel roku 639. Německá podoba jména vychází z varianty s r-metatezí, doložené kolem roku 1136, (Punrentrut). Staré výklady jako brun-trut („druidská studna“) jsou neopodstatněné. Lidová etymologie se odvozuje od truite („pstruh“), tento výklad se odráží i v městském znaku.
Osada původně patřila k hrabství Mömpelgard (Montbéliard), než se v roce 1271 poprvé dostala ke knížecímu biskupství v Basileji. Poté, co Porrentruy v roce 1283 obsadili Burgunďané, obsadil město král Rudolf I. Habsburský a vynutil si navrácení oblasti knížecímu biskupství. Zároveň 20. dubna 1283 povýšil Porrentruy na svobodné říšské město. Kvůli finančním potížím musel kníže-biskup v roce 1386 zastavit Ajoie spolu s Porrentruy pánům z Mömpelgardu. V roce 1461 se vrátilo pod správu knížecího biskupství. Kvůli reformaci v Basileji přenesl kníže-biskup Melchior von Lichtenfels své úřední sídlo do Porrentruy, kde byl také světským vládcem a zapojil se do sporu o sůl v Porrentruy.

Letecký pohled (1950)

Za knížete-biskupa Jakoba Christopha Blarera von Wartensee, který vládl v letech 1575–1608, zažilo město období prosperity. Za jeho vlády došlo k obnově a rozšíření hradu a založení jezuitské koleje (1591). Období prosperity náhle skončilo v roce 1618 vypuknutím třicetileté války, během níž bylo Porrentruy několikrát obleženo, obsazeno a vypleněno.
V roce 1792 dobyla Ajoie francouzská vojska. Porrentruy se stalo hlavním městem Rauracké republiky, která byla závislá na Francii, dokud nebyla v roce 1793 připojena k Francii a sloučena s départementem du Mont-Terrible. Porrentruy však bylo i nadále důležitý jako hlavní město tohoto departementu. Teprve v roce 1800, kdy byl Mont Terrible začleněn do départementu Haut-Rhin, bylo Porrentruy degradováno na sídlo podprefektury. V roce 1815 bylo město rozhodnutím Vídeňského kongresu přiděleno kantonu Bern jako náhrada za Vaud, který byl „ztracen“ v roce 1803. Synagoga postavená v roce 1874 byla v roce 1983 zbourána.
Až do začátku první světové války bylo Porrentruy považováno za duchovní centrum Bernského Jury a mělo také více obyvatel než Delémont. S rozvojem silniční dopravy však význam města kvůli jeho periferní poloze ve Švýcarsku upadal a nastala hospodářská stagnace. Ve druhé polovině 20. století rostlo napětí mezi malou katolickou, francouzsky mluvící částí kantonu Bern a větší protestantskou, německy mluvící částí. Ty vedly k tomu, že po několika regionálních a federálních referendech byl 1. ledna 1979 vytvořen francouzsky mluvící kanton Jura. K nelibosti obyvatel žijících v Ajoie se však hlavním městem nového kantonu stal Delémont. V roce 1988 získalo Porrentruy Wakkerovu cenu za příkladnou údržbu svého historického centra.

## Obyvatelstvo
| Rok            | 1809 | 1818 | 1850 | 1870 | 1900 | 1910 | 1930 | 1950 | 1960 | 1970 | 1980 | 1990 | 2000 | 2005 |
| Počet obyvatel | 2355 | 1896 | 2880 | 4452 | 6959 | 6591 | 5805 | 6523 | 7095 | 7827 | 7039 | 6857 | 6753 | 6593 |

Porrentruy je s 6466 obyvateli (k 31. prosinci 2021) druhou největší obcí kantonu Jura podle počtu obyvatel. Z celkového počtu obyvatel je 89,5 % mluvících francouzsky, 2,8 % německy a 2,2 % italsky (k roku 2000). Nejvyšší počet obyvatel byl zaznamenán v roce 1970, kdy zde žilo 7827 obyvatel. Od té doby počet obyvatel neustále klesá, zejména v souvislosti s obdobím hospodářské krize v 70. letech 20. století.

## Hospodářství
Porrentruy je regionálním hospodářským centrem Ajoie. V průběhu 19. století se ze zemědělského městečka stalo průmyslové. Tradičními průmyslovými odvětvími jsou hodinářství, výroba obuvi a textilní průmysl. V průběhu 20. století přibylo zpracování kovů, výroba obráběcích strojů, mikrotechnologie a výroba kancelářského nábytku a elektronických zařízení. Řada dalších pracovních míst je v sektoru služeb, zatímco zemědělství má malý význam. Pracovní síla je rozdělena do tří hospodářských sektorů takto: 2 % v primárním sektoru (prvovýroba), 48 % v sekundárním (průmyslovém) sektoru a 50 % v terciárním sektoru (služby).
Ve městě sídlí řada institucí, například kantonální soud, kantonální knihovna, kantonální banka kantonu Jura, kantonální úřad pro ochranu památek a archiv bývalé basilejské diecéze. Kromě toho se v Porrentruy nachází regionální nemocnice, která se nachází západně od města na jižním svahu náhorní plošiny Tafeljura.

## Doprava

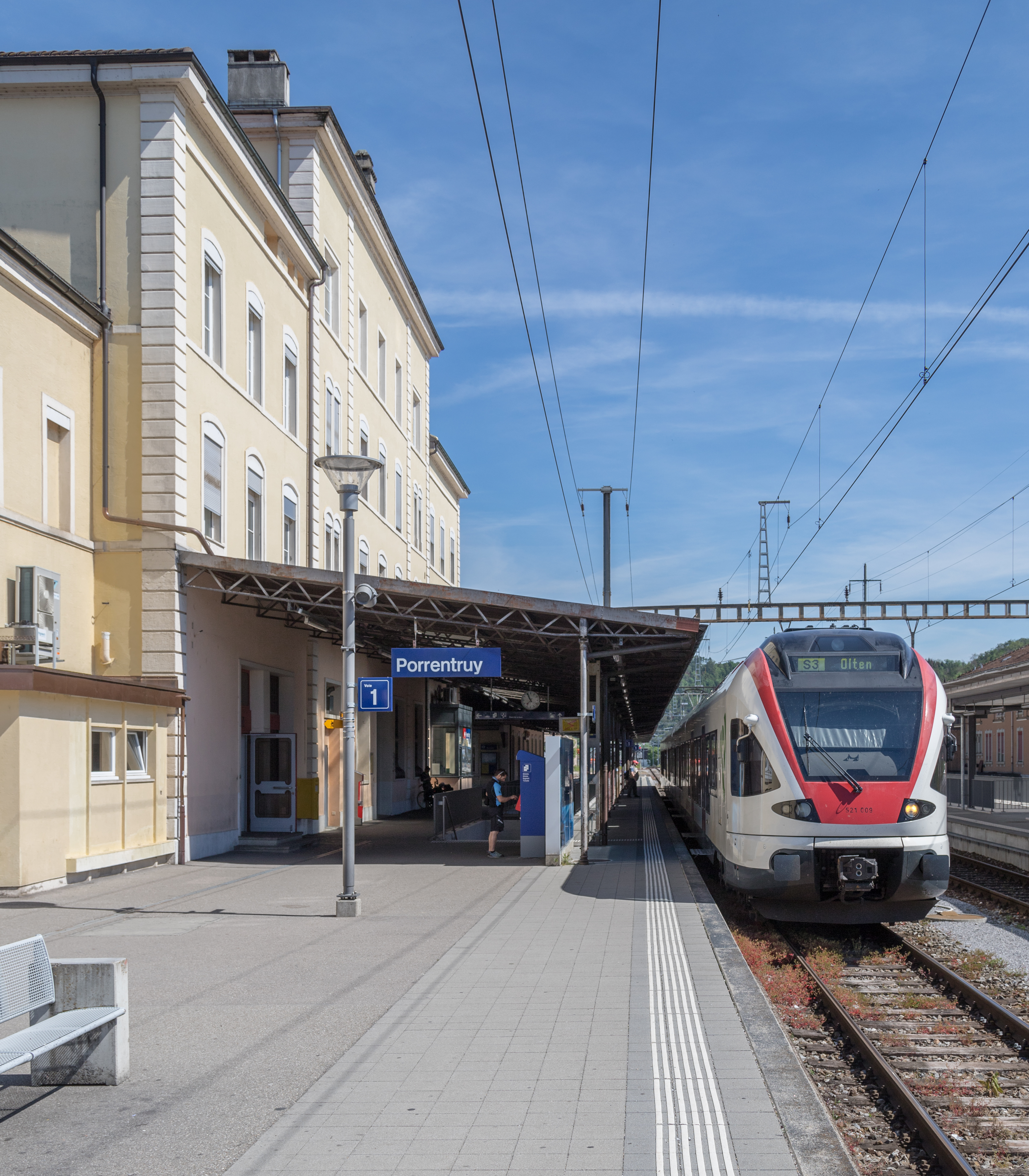
Vlak ve stanici Porrentruy

V roce 1998 byl otevřen první úsek dálnice A16 na území kantonu, a to úsek Delémont–Porrentruy. V roce 2005 následovaly obchvaty Delémontu a Porrentruy. Od roku 2017 je dálnice A16 napojena na švýcarskou státní silniční síť i na francouzskou dálniční síť. Porrentruy leží na hlavní silnici z Delémontu přes hraniční přechod Boncourt do francouzského Belfortu. Z Porrentruy vede také odbočka přímo do Montbéliardu.
Švýcarské spolkové dráhy (SBB) provozují trať Delémont – Porrentruy – Boncourt – Delle. Trať z Porrentruy do Boncourtu byla otevřena 23. září 1872 společností Chemin de fer Porrentruy-Delle (PD), pokračování přes Saint-Ursanne do Glovelier následovalo 30. března 1877 železniční společností Jura bernois (JB). Úsek Basilej – Delémont – Porrentruy je každou hodinu obsluhován linkou S3 basilejské S-Bahn. Druhou železniční tratí je úzkorozchodná dráha Porrentruy–Bonfol ve správě společnosti Chemins de fer du Jura (zkráceně CJ). Tato trať byla otevřena 14. července 1901 železniční společností Régional Porrentruy-Bonfol (RPB).

## Pamětihodnosti

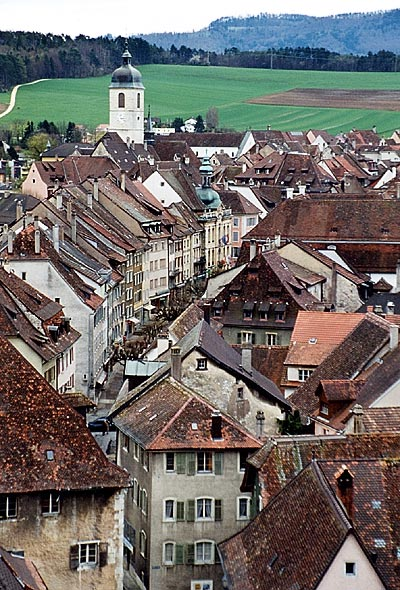
Historické centrum města

Porrentruy má staré město s četnými měšťanskými domy v gotickém, barokním a neoklasicistním slohu. Na půdorysu města je vidět protáhlý obdélník, který je na severu ohraničen vyvýšeným hradem a na jihu budovami bývalé jezuitské koleje (dnes sídlo kantonální školy). Obklopuje ho botanická zahrada Jurassica, která je jednou z nejstarších botanických zahrad ve Švýcarsku a jejíž hlavní náplní je více než 70 druhů růží a 180 druhů kosatců.

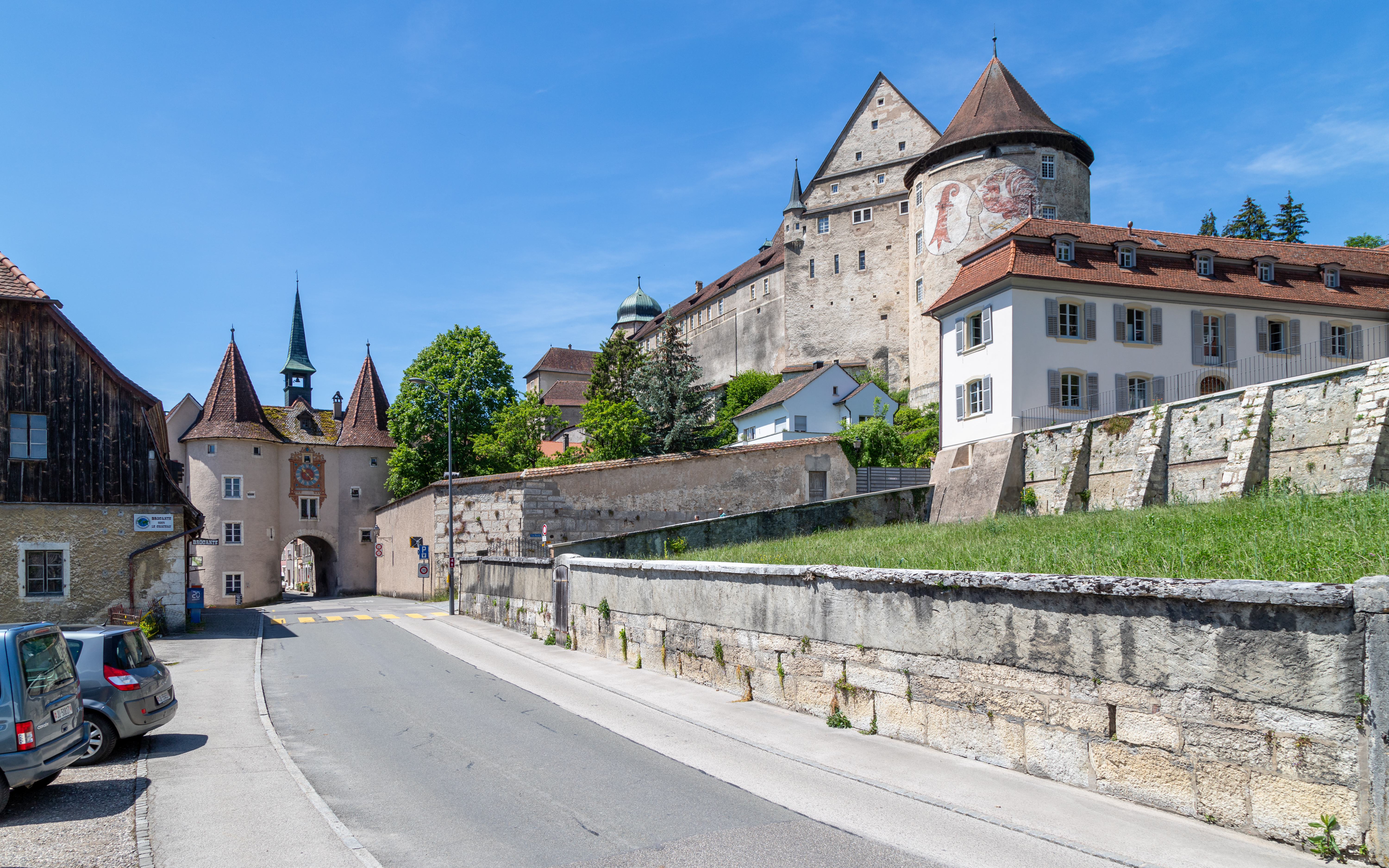
Hrad a brána Porte de France

Jedinou dochovanou středověkou městskou branou je Porte de France, postavená v roce 1563.
Katolický farní kostel Saint-Pierre je trojlodní gotická bazilika postavená v letech 1330–1350. Nachází se v něm cenný kostelní poklad a pozdně barokní boční oltáře. Východně od starého města se nachází katolický kostel Saint-Germain, postavený ve 13. století v pozdně románském slohu a v roce 1698 rozsáhle restaurovaný a rozšířený. Pozdně gotický bývalý jezuitský kostel (postaven v letech 1599–1603) má osmibokou věž z roku 1701. Jsou v něm umístěny varhany postavené v roce 1985 Jürgenem Ahrendem podle návrhu Gottfrieda Silbermanna a nyní slouží jako koncertní síň. V roce 1626 byl kostel zasvěcen uršulinkám.
Zámek, který byl v letech 1527–1792 sídlem basilejských knížat-biskupů, stojí na vyvýšeném místě. Nejstarší částí je Tour Réfous, okrouhlá pevnost postavená v roce 1271. Pochází z prvního hradního komplexu ze 13. století. V pozdějších stoletích došlo k četným přestavbám, zejména v 16. století, kdy byly přistavěny Résidence, Chancellerie a Tour du Coq.
K významným měšťanským domům starého města z doby baroka patří Hôtel de Ville (radnice; stavba 1761–1763), Hôtel-Dieu (1761–1765), Hôtel de Gléresse (postavený v roce 1750 Johannem Casparem Bagnatem pro barona z Ligerzu) a pozdně barokní Hôtel des Halles (1766–1769). Na náměstích starého města stojí některé monumentální kašny, včetně „Samaritánské kašny“ (1564) a „Švýcarské kašny“ (1558) se standaristou a kancem. V okolí starého města se nachází řada vil a kupeckých domů z konce 19. století.

## Sport

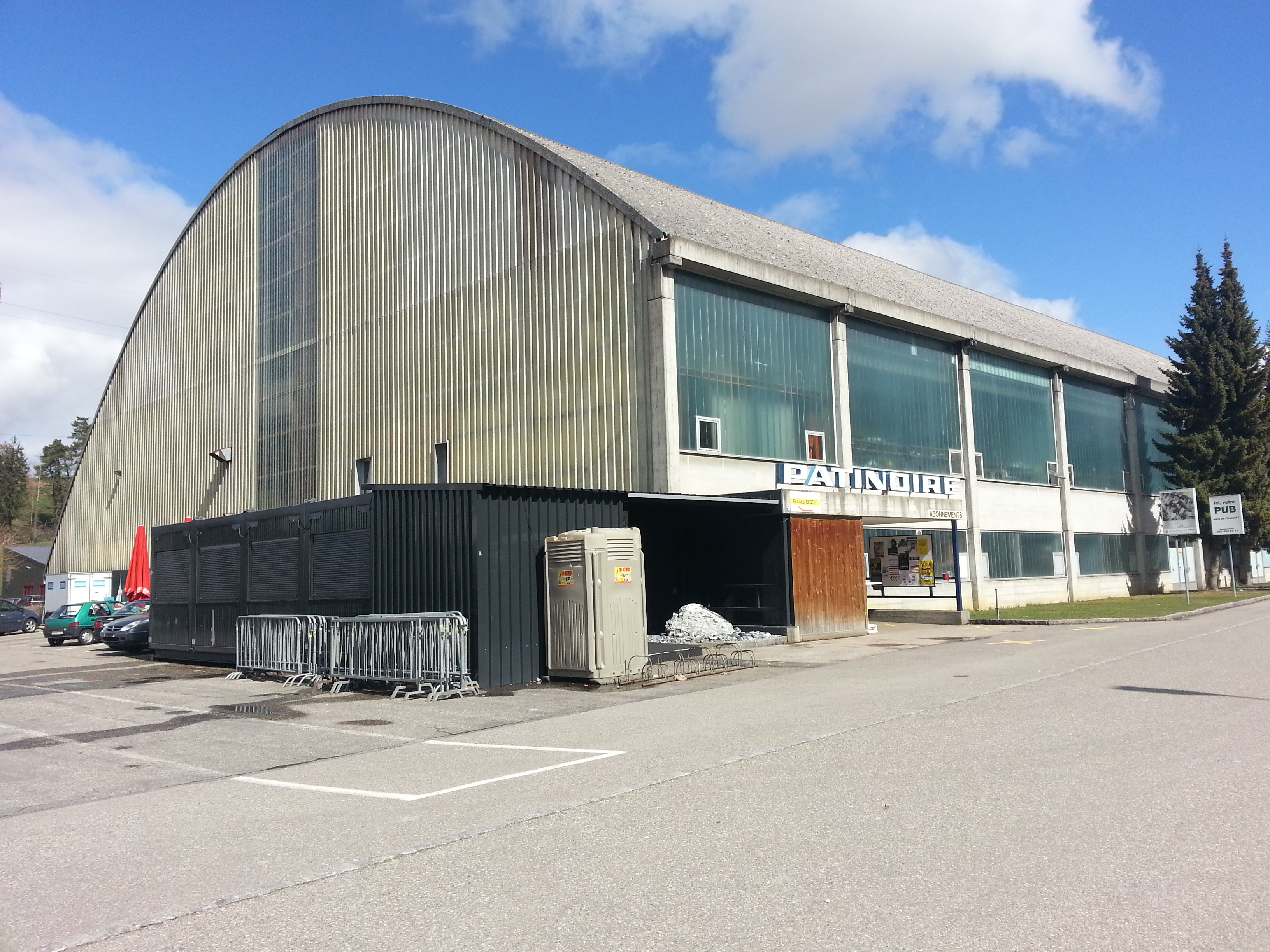
Stadion Voyeboeuf

V Porrentruy sídlí hokejový klub HC Ajoie, založený v roce 1973. Působí v National League A, nejvyšší švýcarské soutěži ledního hokeje. Své domácí zápasy odehrává na stadionu Patinoire du Voyeboeuf s kapacitou 4300 diváků.

## Osobnosti
- Cédric Lachat (* 1984), švýcarský horolezec